# Sofía Elliot
María Sofía Elliot (Buenos Aires, 22 de agosto de 1981) es una actriz, productora y directora argentina.

## Biografía
A partir de estudios de teatro en la escuela, pasó a formar parte de diversas obras teatrales como Grease, Las brujas de Salem, Marco Polo y el reality Escalera a la fama. Durante el año 2000 detuvo su carrera artística al enfermar gravemente de Escherichia coli.
Su primera aparición televisiva fue en el año 2005 tras emprender junto al actor Joaquín González la película llamada Drácula, en la telenovela juvenil 1/2 falta. Sin embargo, su primera actuación de renombre fue en el capítulo Tatiana de la serie Televisión por la identidad. Salió campeona en el Club Atlético Talleres de Remedios de Escalada. Allí realizó una interpretación de Tatiana Ruarte Britos, una nieta recuperada por las Abuelas de Plaza de Mayo en 1980.
Durante el año 2008 interpretó a Juliana Miguez en el drama Vidas robadas, la cual trazaba una similitud libre con el caso Marita Verón, siendo Juliana el personaje correspondiente a la propia Marita.
En 2009 y 2010 interpretó a la villana Olivia en la telenovela Alguien que me quiera.
Desde 2011 es productora y directora de la serie web Mamá... Soy gay, que habla de la homosexualidad y el tabú que existe en ciertas familias sobre el tema, y busca mostrar que muchas veces las personas ven problemas donde en realidad no los hay, como cuando uno tiene miedo a decirle la verdad a sus propios padres.
Actualmente, está casada con Valentina Godfrid y tienen a su hijo Milo, quienes las inspiró a desarrollar el Proyecto MILØ como una marca urbana con propósito social que confecciona prendas oversize y minimalistas para bebés y niños, además de gorros que dona a bebés prematuros vulnerables.

## Televisión
| Año  | Título                      | Personaje              | Tipo       | Canal               |
| ---- | --------------------------- | ---------------------- | ---------- | ------------------- |
| 2003 | Escalera a la fama          | Participante           | Reality    | El Trece            |
| 2005 | 1/2 falta                   | Zaida Mohamed          | Serie      | El Trece            |
| 2006 | Amor mío                    | Lara                   | Serie      | Las Estrellas       |
| 2007 | Romeo y Julieta             | Luz Ansaldi            | Telenovela | Canal 9             |
| 2007 | Casi ángeles                | Marilyn                | Serie      | Telefe              |
| 2007 | Televisión por la identidad | Tatiana Ruarte Britos  | Miniserie  | Telefe              |
| 2008 | Vidas robadas               | Juliana Miguez         | Telenovela | Telefe              |
| 2010 | Alguien que me quiera       | Olivia                 | Telenovela | El Trece            |
| 2012 | Amores de historia          | Eliana                 | Unitario   | Canal 9             |
| 2014 | Mis amigos de siempre       | Cecilia                | Serie      | El Trece            |
| 2016 | Loco por vos                | Mujer de Marcial       | Serie      | Telefe              |
| 2019 | Campanas en la noche        | Blanca                 | Telenovela | Telefe              |
| 2020 | Separadas                   | Lola                   | Telenovela | El Trece            |
| 2021 | #Luimelia                   | Invitada especial boda | Serie      | Atresplayer Premium |

## Cine
| Año  | Título                              | Personaje | Tipo         |
| ---- | ----------------------------------- | --------- | ------------ |
| 2005 | América                             | América   | Cortometraje |
| 2009 | Fantasma de Buenos Aires            | Milagros  | Largometraje |
| 2013 | Tensión sexual, Volumen 2: Violetas | Romina    | Largometraje |

## Premios y nominaciones
| Año  | Premiación                  | Categoría           | Nominada por                                | Resultado | Ref.  |
| ---- | --------------------------- | ------------------- | ------------------------------------------- | --------- | ----- |
| 2008 | Premios Clarín Espectáculos | Revelación Femenina | Vidas robadas / Televisión por la identidad | Ganadora  | [ 9 ] |